# ニンテンドーDS
ニンテンドーDS（ニンテンドーディーエス、Nintendo DS、略称：DS）は、任天堂が日本において2004年（平成16年）12月2日に発売した携帯型ゲーム機。「ニンテンドーDSシリーズ」の第一弾。

## 概要
携帯型ゲーム機として任天堂はゲームボーイアドバンス（以下GBA）を展開中だったが、本機はGBAの「後継機」ではなく、ニンテンドー ゲームキューブ、GBAに次ぐ「第3の柱」をうたい、一から開発された新しいゲーム機である。しかし本機が瞬く間に普及し、後に発売されたGBAの新型モデルであるゲームボーイミクロの売り上げも伸びなかったため、任天堂を含む多くのメーカーはDSに注力、事実上GBAの後継として展開された。
本機は液晶ディスプレイが2画面となり、下部のディスプレイのみタッチパネルに対応している。GBAと比べてボタン数が増加しスーパーファミコンに準じた数となる。
新たにソフトウェア媒体として採用されたDSカードはメモリーカードタイプの形状となり、従来のROMカセットのパラレル接続からシリアル接続に変更。従来のROMカセットよりも大量生産とコストダウンに優れており、大容量化にも対応できる。後に発売されたNintendo Switchに至るまで、このタイプのソフトウェア媒体が採用されている。
2006年3月2日には小型化された上位モデルのニンテンドーDS Liteが発売され、2008年11月1日にはゲームボーイアドバンスとの互換性を廃止した代わりに薄型化し、内蔵フラッシュメモリ、SDメモリーカードスロットを搭載したニンテンドーDSiが発売された。2009年11月21日にはニンテンドーDSiを大きくしたニンテンドーDSi LLが発売された。
後に続くニンテンドーDSシリーズの第1弾として発売された。シリーズは2016年までの12年間に渡って同社から発売され、2023年時日米両国において最も売れたゲーム機となっている。
発売された一部のゲームはWii Uの配信サービスであるバーチャルコンソールで配信されていた（2023年終了）。

## 沿革
- 2003年8月 - 任天堂は今までとは異なる質の商品を開発していることを発表。
- 2004年
  - 9月21日 - 任天堂、発売日と価格を発表[9]。北米では2004年11月21日に149.99ドル、日本では2004年12月2日に1万5000円、オーストラリアでは2005年2月24日に199.95豪ドル。
  - 11月21日 - 米国で発売。
  - 12月2日 - 日本で発売。
  - 12月13日 - 台湾で発売。
  - 12月29日 - 韓国（韓国任天堂での発売）で発売。
  - 12月31日 - ブラジルで発売。
  - 12月末 - 米国では発売後1か月で100万台を出荷、日米の累計は280万台となった。
- 2005年
  - 2月24日 - 豪州（ニンテンドーオーストラリアでの発売）で発売。
  - 3月11日 - 欧州で発売。
  - 3月12日 - スペインで発売。
  - 4月中期 - 出荷台数200万台を突破。
  - 7月23日 - 中国（神游科技での発売）で発売。
  - 12月26日 - 任天堂は「ニンテンドーDS Touch!Generations新作ソフト記者発表会」を行い、その中で日本でのDS販売台数が500万台を突破したと発表。これは14か月強のゲームボーイアドバンス（GBA）、17か月のPlayStation 2（PS2）を抜いて史上最速。
  - 12月末時点で日本での出荷台数は544万台、全世界での販売台数は2005年（平成17年）末時点で1300万台に到達。特に2005年末から2006年（平成18年）始めにかけて日本ではクリスマス・お年玉商戦の好調を反映して品切れする店舗が続出し、12月の第4週と1月の第1週の間に100万台の売り上げを記録。これらは世界的に見ても驚異的なハイペースで、ゲーム機史上空前の大ヒットとなっている。2005年度（平成17年度）の日本での実販売数は432万台（エンターブレイン調べ）となっている。
- 2006年
  - 1月5日 - 予想を超える需要により供給が追い付かず、お詫びする事態に[10]。
  - 2月 - カンファレンスで、日本での販売台数が600万台を突破し、ミリオンセラータイトルが7本になったと発表。
  - 3月2日 - 新機種「ニンテンドーDS Lite」発売。従来型のDSも並行して販売されたが、慢性的な日本での品不足および、北米・欧州などでもDS Liteの発売が始まったこともあり、生産ラインのほとんどはDS Liteにシフトされ、従来のDSの出荷台数は大幅に減少した。そして2006年（平成18年）夏ごろから従来型のDSの生産を終了。
  - 6月 - 日本で900万台を突破。
  - 7月末、発売後20か月で日本実売数1000万台を突破。これは任天堂の予想を上回る勢いの販売数で、GBAの30か月、PS2の32か月を大幅に上回り、同国のゲーム機史上最短記録。
  - 8月末 - DS Liteの実売数が、2004年（平成16年）12月12日に発売されたPSPの実売数を、発売後26週で上回った。
  - PlayStation 3の発売週には、PS3が8万1639台に対してDSが14万8174台販売された（メディアクリエイト）とされ、次世代据え置きハードにも週間販売数で勝り、一部で話題に。これはPS3の生産数自体が少なかったことも一因。
- 2007年
  - 3月2日 - エンターブレイン、DSの日本での販売台数が1500万台を突破したことを発表。発売から115週での達成はPS2の発売220週目の約2倍のペース。
  - 129週で日本での販売台数が1700万台を突破[11]。
  - 前年の年末商戦から生産体制を月産160万台から過去に例のない月産250万台に引き上げを維持して、それでもこの時点の需要に追いつかなかった、当時社長の岩田聡も「いささか異常」と評価[12]。
- 2008年
  - 1月7日 - エンターブレイン、2007年11月下旬から12月までの約1か月間のDS Liteの販売台数は100万台を突破、旧型DSを合わせた日本での累計販売台数2110万台を発表。これは同時点でのPS2の累計販売台数2106万台を上回った。
  - 3月 - 任天堂の決算短信、世界累計で7060万台販売を発表。
  - 市場に行き渡ってきたためか、本体の販売台数がやや鈍化し、週間販売台数が『モンスターハンター』シリーズなどで販売台数が増加したPSPを下回っていたが、夏ごろからはDSが再逆転し、年間販売台数403万台で首位の座を維持した[13]。
  - 11月1日 - カメラを搭載した新機種「ニンテンドーDSi」発売。初回出荷分20万台は多くの店では1、2日、最長でもわずか4日で完売し、8週目にして販売数100万台を突破。ただし、『ニンテンドーDS Lite』は併売となった。翌年4月に北米・欧州などでもDSiの発売が始まった。
  - このころより日本では、前述した『モンスターハンター』シリーズの件もあって、Wiiとその他の据え置き型ハードの構図と同様に、新規参入ユーザーや大学生や社会人、20歳代以上の従来層ユーザー・ヘビーユーザーなどはニンテンドーDS、おもに10歳代はPSPの傾向という構図が携帯ゲーム市場でもでき上がってくる[注 5]。
  - 12月 - 米国では304万台を売り上げ、ゲーム史上最高の月間販売台数を記録。また、2008年年間販売台数は995万台を記録し、2007年に自身が記録した852万台を超えた。しかしWiiが1022万台を売上げたため、年間販売台数2位となった[15]。
  - 欧州では米国をさらに上回る売り上げに。年間販売台数830万台を記録し、欧州市場での据置型ゲーム機の年間販売台数史上最多となったWiiをさらに上回る1120万台を記録し、欧州のゲーム機年間販売台数の最高記録を更新[16]。
- 2009年
  - 1月 - 発売から4年で日本での販売数が2500万台を突破したことを発表[17]。1月29日には、3月末には世界累計1億台を突破する見通しであることを発表[18]。
  - 3月6日 - 上記の予想よりも早く、また家庭用ビデオゲーム機としては4年3か月と2週間という最速ペースで、世界累計1億台を突破したことを発表した[19][20]。その後も売り上げを伸ばし、2009年末には累計1億2513万台を記録、ニンテンドーDSは世界市場でも史上もっとも多く売れたハードに。
  - 上半期のゲーム市場は世界的に見ても携帯・据置を通してヒット作に恵まれずニンテンドーDSも鈍化を余儀なくされたが、それでもハード売り上げで首位を維持し、ゲームも上半期の国内売上1位が『マリオ&ルイージRPG3!!!』になるなど、市場でなお存在感を見せる。
  - 11月21日 - ニンテンドーDSiの新バリエーション機種「ニンテンドーDSi LL」発売。
  - 日本での年間販売台数は、DSの全バリエーション合計でおよそ402万台（エンターブレイン調べ）となり、5年連続してハード販売台数首位となった。
  - 北米ではさらに売り上げの増加が進み、最終的な年間販売台数はおよそ1,122万台となり、前年のWiiをも上回る北米ゲーム市場で史上最高の年間販売台数を記録した[21]。欧州では2007年、2008年よりも減少したが、それでも優勢を維持した。一方でソフトは同年の日本市場と異なり、一定の売り上げはあったものの記録的な大ヒットは登場せず、ソフト売り上げの大幅な増加はなかった。
- 2010年
  - 3月23日 - 日本国内の累計売り上げ台数が3000万台を突破（エンターブレイン調べ）[22]。日本でのゲームハードの3,000万台越えはゲームボーイシリーズ以来となる。
  - 3月23日 - ニンテンドーDSの次世代型新機種「ニンテンドー3DS」存在が初めて公式発表され[23]、同年6月15日からロサンゼルスで開催されたE3の「任天堂メディアブリーフィング」にて、詳細と実機が発表された[24]。
  - 3月末 - 全世界累計販売台数が1億2889万台となり、ゲームボーイを抜いて携帯型ゲーム機売り上げ世界歴代1位になったことを発表[25]。
  - 6月15日 - ロサンゼルスで開催されたE3の「任天堂メディアブリーフィング」にて、後継機ニンテンドー3DSの詳細と実機が発表された[24]。
  - 6月19日 - DSi LLの新カラーが発売されるとともに、DSiとDSi LLの価格がそれぞれ1万5000円と1万8000円に値下げされる[26]。それまではLite、DSi、DSi LLと上位機種発売によって事実上の値上げが続いていたニンテンドーDSシリーズで値下げとなる。
  - 前年のような記録的ヒットゲームが少なかったことや次世代型携帯ゲーム機のニンテンドー3DSがすでに発表されていたことでそれまでの年からハード販売台数がかなり減少したが、最終的な年間売り上げ台数はエンターブレイン発表で296万3709台となり、売り上げ2位のPSP（289万476台）をわずかに上回り、同社調査では6年間続いて国内の年間ハード売り上げ首位に[27]。ただし備考として、同じく集計機関でもメディアクリエイトでの調査ではPSPが若干上回っていると発表されている[要出典]。
- 2011年
  - 2月26日 - 裸眼立体視機能を搭載した次世代型新機種「ニンテンドー3DS」が日本で発売。
  - 3月6日 - ニンテンドーDSの累計販売台数が3254万台に達し、これまでの携帯型ゲーム機国内1位の売り上げだったゲームボーイの累計出荷台数3247万台を上回った。
- 2012年
  - 6月9日 - ニンテンドーDS Liteが国内生産を終了。
- 2016年
  - 5月1日 - 修理受付終了[28]。

## ハードウェア
画面を2つ持つことや、タッチスクリーン・マイクによる音声認識などのユーザインタフェース、すれちがい通信といった通信機能を持っている。

### 開発
2002年までのテレビゲーム（コンシューマーゲーム）業界では、特に映像表現に関わるハードウェア技術の発達に伴って全体的にゲームが画一的、マンネリ化状態に陥っており、また、マスコミなどで非行、引きこもり、ゲーム脳などゲーマーやテレビゲームのネガティブ・キャンペーンも行われていた、これらによりゲーム人口も減少傾向（ゲーム離れ）にあったため、2003年にゲーム人口の拡大を目標に開発が始まり、「Touch! Generations」という一連のシリーズを発売した。
名称
「DS」は「Dual Screen」（デュアルスクリーン）の略で、折りたたみ式の本体の両側に「2つの液晶画面を持っている」という意味がある。またニンテンドーDSが最初に発表されたE3 2001では “Developers' System”（開発者のためのシステム）という意味も示された。開発コードは「Nitro」（ニトロ）。そのことから本体ならびに関連製品の品番には「NTR」がつけられている。なお、ニトロ以前に「アイリス」というコードネームでゲームボーイアドバンスの次の世代のゲーム機が検討されていた。
当初「DS」はあくまで仮称とされていたが、のちに正式名称となった。
デザイン
外見はかつての同社のゲーム機『ゲーム&ウオッチ マルチスクリーン』を彷彿とさせる。2画面になった理由は、山内溥の「2画面にしてくれ」という強いこだわりやリクエストである。下側の液晶画面はタッチスクリーンになっているほか、マイクがつき、ボタンもゲームボーイアドバンスと同様のものに加えXYボタンが追加されるなど、インターフェイス面で数多くの機能を持つ。

### 入力・出力関連
ダブルスクリーン
バックライトつきの26万色表示可能な3インチ液晶画面が2面搭載されており、今までのゲームでは画面やモードを切り替えないと見ることができなかった情報を別の画面に表示できるなど、さまざまなゲームのアイデアが実現可能である。ちなみにDSiでは画質の向上はなかったが、画面サイズを3.25型に変更した。
インタレース表示のため、表示内容（スクロールや点滅など）によっては縞模様が見えることがある。なお、DSiでは縞模様がDS,DS Liteよりも見えにくくなっている。
タッチスクリーン
下画面にのみ抵抗膜方式透明アナログタッチスクリーン（タッチパネル）機能がついており、付属のタッチペンやタッチストラップ、指などで画面に直接触れることで操作ができる。ただし、（無印）ニンテンドーDS本体での指でのタッチは画面に指紋や傷がつくおそれがあるため、公式にはやめたほうがよいとされている。また、シャープペンシル、ボールペンなどでのタッチも避けた方がよい。『タッチ!カービィ』やゼルダの伝説シリーズの『夢幻の砂時計』『大地の汽笛』など、すべてタッチペンのみで操作するゲームも存在する。
MIC.
ファミリーコンピュータのIIコントローラが採用していたMIC.が新たに追加された。音声を発してゲームに反映させたり、喋った言葉の認識も可能である。『東北大学未来科学技術共同研究センター川島隆太教授監修 脳を鍛える大人のDSトレーニング』では音声を使用するトレーニングが可能。『ポケットモンスター ダイヤモンド・パール』などではボイスチャットが可能。
また、『New スーパーマリオブラザーズ』など、マイクに息を吹きかけるときの音を拾って操作に取り入れているソフトもある。
XYボタン
スーパーファミコン以降の同社の据え置き型ゲーム機が採用していたXYボタンが、同社の携帯型ゲーム機として初めて追加された。DS、3DSの機種によっては電源ボタンも追加されたといえる。
本体の強度
歴代の任天堂のゲーム機同様、たとえば1.5メートルの高さから10回落として稼働するかどうか確かめる落下試験など、開発段階で厳しい製品試験を行っており、ゲーム機としては非常に頑丈である。ただし、初代DSのみ上画面と下画面を展開するヒンジ機構がかなり壊れやすい。
擬音の採用
大半のソフトウェアの取扱説明書には「カチッ」と音がするまでカードを本体に差し込んで下さいという記述がある。このような擬音は人によって聞こえ方に幅があるため一般的には採用されにくく、任天堂ではカートリッジにバネ式の固定具を採用したニンテンドーDSまで採用されることがなかった。
カード・カートリッジの物理的特徴
ニンテンドーDS用のカード及びゲームボーイアドバンス用のカートリッジは裏面の両側に「切り欠き」があり、この切り欠きでスロット内の電気スイッチを作動させカード・カートリッジの識別とCPUの切り替えを行っている。なお、この切り欠きとそれに関する機構は、のちにニンテンドーDS Liteやゲームボーイミクロのスロットにゲームボーイシリーズのソフトが物理的に入らないようにするためにも用いられた。
ストラップ
ニンテンドーDSおよびNewニンテンドー3DS（New 3DS LLを含む）までは専用ストラップが本体に同梱されていたが、Newニンテンドー2DS LLは同梱されていない。

### 通信関連
ネットワーク通信
IEEE 802.11対応の無線LANが内蔵されており、市販の無線LANアクセスポイントやニンテンドーWi-Fi USBコネクタを使用して、任天堂のニンテンドーWi-Fiコネクションが利用可能である。暗号化はどのような手段・改造を使用してもWEPのみ対応。WPA、WPA2などの規格には対応していない。ニンテンドーDSiまたは3DSを使用しており、かつソフト側が対応している場合のみ、WPA/WPA2暗号化を使用可能。DS/DS Liteの本体のWi-Fi認証はされていない。
ワイヤレス通信
通信ケーブルやワイヤレスアタプタなどの周辺機器を使わずに、任天堂独自の無線規格による多人数の通信プレイ「DSワイヤレスプレイ」が可能。最高で通信可能な人数はソフトによって異なり、中でも『大合奏!バンドブラザーズ』は人数分の本体とソフトがあれば参加可能な人数は無制限となっている。
またソフトによっては、ゲームボーイアドバンスと同様に、ソフト1つだけで遊ぶ「DSダウンロードプレイ」が可能。DSダウンロードプレイは本体に最初から入っている機能を使用し、DSiおよび3DSに内蔵されているワイヤレスプレイ機能もDSのOSを流用して実装されている。
対戦・協力プレイのほか、ピクトチャットという内蔵チャットでの通信も可能。また、ゲームソフトによってはすれちがい通信という通信機能が搭載されている。
赤外線通信
赤外線通信に対応したソフトでは、DSカードに搭載された赤外線ポートによって同梱の周辺機器とデータなどをやり取りすることができる。DS本体には赤外線ポートが内蔵されていない（3DSには内蔵）。

### その他の機能
言語設定
ニンテンドーDSでは、本体の表示言語を北米・日本・豪州・欧州発売版では英語・フランス語・イタリア語・スペイン語・ドイツ語・日本語に言語を変更することが可能。
| 北米・日本・豪州・欧州発売版 | 韓国発売版 （韓国任天堂での発売） | 中国発売版 （神游科技での発売） |
| ---------------------------- | --------------------------------- | ------------------------------- |
| English                      | English                           | English                         |
| Français                     | Français                          | Français                        |
| Italiano                     | 한국어                            | Italiano                        |
| Español                      | Español                           | Español                         |
| Deutsch                      | Deutsch                           | Deutsch                         |
| 日本語                       | 日本語                            | 中文                            |

時計機能
ソフト交換型の任天堂の携帯ゲーム機としては初めて、時計機能を内蔵している。それまでカートリッジに搭載されていたRTC機能を省くことが可能となり、長期間の使用によるRTC用バッテリー切れによる時計機能の停止という不安要素がついに取り除かれた。これにより、ゲームボーイアドバンスのカセットとセーブに使う媒体がソフトごとに異なる問題を解消できた。
前回プレイ時からの経過時間や時刻などで異なったメッセージ表示を行うソフトがある。また、誕生日には開始アラーム音が高めの音になる。なお、内蔵ソフトにはアラーム機能もあるが、ネオジオポケットシリーズのような指定時刻に自動的に電源ONを行う機能はない。
設定保存機能
本体内にいくつかの設定データが保存されるようになっている。ユーザー名や誕生日、タッチ位置補正、ソフトの起動方法などのほか上記の無線LANの設定も本体に保存され、一度設定すればほかのソフトを使った際も再設定の必要なく接続ができるようになる。ソフトによってはユーザー名や誕生日などの設定もゲーム内で活用される。
パワーマネジメント機能
本体の開閉に連動した省電力機能が用意されており、電源ONの状態でも本体を閉じるとバックライトが消灯する。ABXYボタンの中央にセンサーがあり、スピーカーの磁気で開閉を検知している。
本体開閉はソフトからも感知できるため、それに合わせてSEを出したり、動作を休止することも可能。ただしバックライト消灯以外の対応はソフト側に任されており、非対応の（本体を閉じても動き続ける）ものもある。また、本体開閉の感知を省電力以外の目的に用いるソフトも存在する。
また、ソフトによってはプレイ中でもバックライトの消灯が可能。

### 互換性

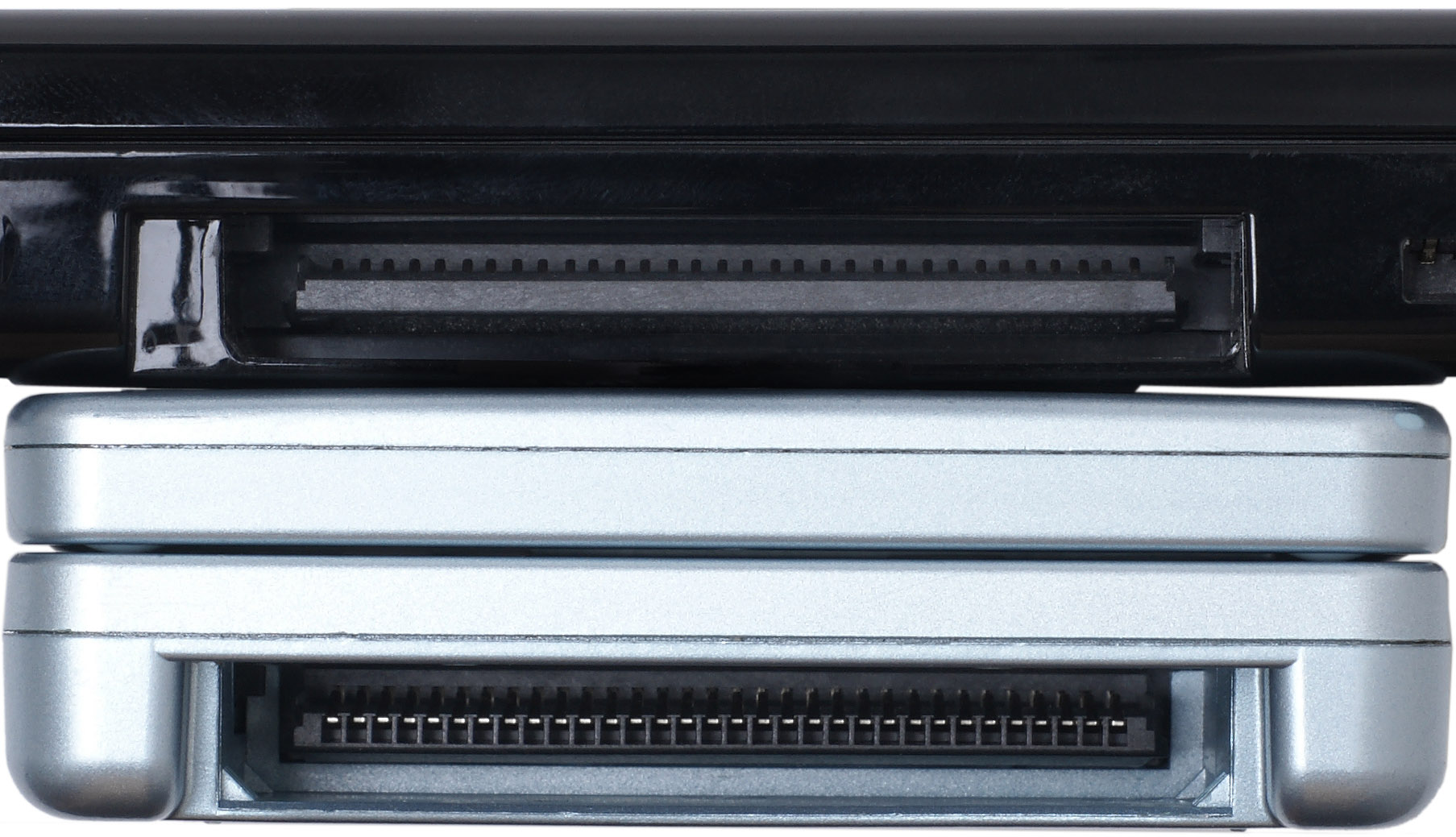
ニンテンドーDSとゲームボーイアドバンスのスロット比較。DSの方には突起がある。

ゲームボーイアドバンスのCPUに使われているARM7TDMIをサブCPUとして搭載することで、ゲームボーイアドバンス用ソフトとの互換性を実現している。
GBAを起動する際はDSのメインCPUであるARM946E-Sの機能を停止させ、DSのハードウェアの大部分を無効化にした後、サブCPUであるARM7TDMIをGBA同様にメインCPUとして動作させ、周波数をDSの34MHzからGBAと同じ数値の16.78MHzに落としている。
それまでの歴代ゲームボーイシリーズにあったZ80系のプロセッサは搭載しておらず、ゲームボーイ用のソフトは使用できない。そのため、ゲームボーイアドバンスカートリッジスロットの内部には突起があり、ゲームボーイカラー以前のカートリッジを物理的に挿入できない構造になっている（ゲームボーイミクロも同様）。また、ゲームボーイアドバンス用ソフト使用時に、X・YボタンによるL・Rボタンの割り当ては搭載していない。
ダブルスロット
DS専用ソフトとゲームボーイアドバンス（GBA）専用ソフトの2つのスロットがある。タイトルによってはGBA用ソフトが挿入されていることを認識して、DS用ソフト内のROMに記憶された特定のデータが使用できたり、DSソフトとGBAソフトとの間でデータのやりとりをしたりすることができる。初期型のみDS用ソフトのスロットは「SLOT-1 PUSH TO EJECT」だったが、2006年3月2日発売のニンテンドーDS Lite・ニンテンドーDSi・ニンテンドーDSi LLでは、「SLOT-1 PUSH TO EJECT」から「SLOT-1 PUSH CARD TO EJECT」に変更されている（DS・DS liteのみGBA用ソフトのスロットは「SLOT-2」）。
また、GBA用スロットに挿入するDS専用の周辺機器も存在する。データ追加やメモリ拡張のほか、『オシャレ魔女 ラブandベリー DSコレクション』のカードリーダーや『ニンテンドーDSブラウザー』の拡張カートリッジのような、プレイに不可欠な周辺機器がソフトに付属している場合もある。
DSでGBA用のソフトをプレイする際、上下どちらの画面に表示するかを選ぶことができる。GBA専用ソフトのスロットはゲームボーイアドバンスSP同様プレイヤーから見て本体手前側にあるため、『ヨッシーの万有引力』や『コロコロパズル ハッピィパネッチュ!』では特定のコマンドによりゲームボーイアドバンスSP用の設定にしておく必要がある。また、『ポケットモンスター ダイヤモンド・パール・プラチナ』と『ポケットモンスター ハートゴールド・ソウルシルバー』ではダブルスロット機能を使ってGBA版シリーズから各作品にポケモンを送ることもできる。
なおDSi、DSi LL、3DS、3DS LL、2DS、New 2DS、New 3DS、New 3DS LLではGBA専用スロットが廃止されたため、ダブルスロットおよびGBA専用スロットを用いた周辺機器には対応していない。
ゲームボーイアドバンス通信コネクタ廃止
ゲームボーイアドバンス（以下GBA）にあった通信コネクタが装備されておらず、GBA用ソフトの通信機能を使うことができない。また、GBA用ソフトであってもゲームボーイアドバンス用の周辺機器も基本的に使用できない。DSのワイヤレス通信は、ゲームボーイアドバンス専用ワイヤレスアダプタとの通信規格が異なり、アドバンス用ソフトのワイヤレスプレイも不可能となる。
ライセンス商品では、充電端子に接続するゲームボーイアドバンスSP用のACアダプタとヘッドホン変換プラグ、そしてゲームボーイアドバンススロットに挿入する『PLAY-YAN micro』や『プレイやん』、『カードeリーダー（旧型）』のみが使用可能。DS Liteのみ『カードeリーダー+』を物理的に使用できるが、通信機能は使えない。ニンテンドーDS本体に通常のヘッドホン端子があり、ニンテンドーDSのACアダプタ用端子にゲームボーイアドバンスSP用変換プラグ経由で接続したヘッドホンと併用が可能。説明書にも「本体にヘッドホンのプラグが上手く刺さらない場合は、ゲームボーイアドバンスSP用変換プラグを使用するように」と記載されている。変換プラグとDS本体のヘッドフォン端子へ同時接続しても、多少音量が小さくなるが音は出せる。
リージョンコード
リージョンコードがリージョンフリー仕様として設定された。使用するGBA専用ソフト・DS専用ソフト・DSi対応ソフトと本体のリージョンコードが設定されていない本体ソフトも存在する。
後述する後継モデルではACアダプタのプラグ形状が異なるため、その端子を用いる機器の使用は不可能である。
|                          | ゲームボーイ スーパーゲームボーイ ゲームボーイポケット ゲームボーイライト | ゲームボーイカラー | ゲームボーイアドバンス ゲームボーイアドバンスSP ゲームボーイプレーヤー | ゲームボーイミクロ | DS DSLite | DSi/LL | 3DS/LL 2DS | New 3DS/LL New 2DS LL | Wii U |
| ------------------------ | ------------------------------------------------------------------------- | ------------------ | ---------------------------------------------------------------------- | ------------------ | --------- | ------ | ---------- | --------------------- | ----- |
| GB用・GBC共通ソフト      | ○                                                                         | ○                  | ○                                                                      | ×                  | ×         | ×      | ▲          | ▲                     | ×     |
| GBC専用ソフト            | ×                                                                         | ○                  | ○                                                                      | ×                  | ×         | ×      | ▲          | ▲                     | ×     |
| GBA用ソフト              | ×                                                                         | ×                  | ○                                                                      | ○                  | △         | ×      | ▲          | ▲                     | ▲     |
| DS用・DSi両対応ソフト    | ×                                                                         | ×                  | ×                                                                      | ×                  | ○         | △      | △          | △                     | ▲     |
| DSi用ソフト              | ×                                                                         | ×                  | ×                                                                      | ×                  | △         | ○      | ○          | ○                     | ▲     |
| DSiウェア                | ×                                                                         | ×                  | ×                                                                      | ×                  | ×         | ○      | △          | △                     | ×     |
| 3DS用・New 3DS共通ソフト | ×                                                                         | ×                  | ×                                                                      | ×                  | ×         | ×      | ○          | ○                     | ×     |
| New 3DS用ソフト          | ×                                                                         | ×                  | ×                                                                      | ×                  | ×         | ×      | ×          | ○                     | ×     |

ボタン対応表
|            | SLOT 1 ニンテンドーDS （DS Lite・DSi・DSi LL） （DSソフト） | SLOT 2 ゲームボーイアドバンス （SP・ミクロ） （GBAソフト） |
| ---------- | ----------------------------------------------------------- | ---------------------------------------------------------- |
| 十字ボタン | 十字ボタン                                                  | 十字ボタン                                                 |
| A          | A                                                           | A                                                          |
| B          | B                                                           | B                                                          |
| X          | X                                                           | -                                                          |
| Y          | Y                                                           | -                                                          |
| L          | L                                                           | L                                                          |
| R          | R                                                           | R                                                          |
| START      | START                                                       | START                                                      |
| SELECT     | SELECT                                                      | SELECT                                                     |

### 仕様
- CPU：ARM946E-S 67 MHz（メイン）+ARM7TDMI 33 MHz（サブ ゲームボーイアドバンス向けソフトとの互換にも用いられる）
- メモリ：4MB
- VRAM：656KB（0.65MB）
- 画面：3インチ（対角）半透過反射型バックライトつきTFTカラー液晶ディスプレイ×2枚
  - 解像度：256×192、26万色表示
  - 下画面に抵抗膜方式透明アナログタッチパネルつき
- ROM：DSカードの最大容量は4Gbit（512MB）で、以下のサプライヤーによって量産品の開発・製造が行われた。
  - マスクROM：マクロニクス、メガチップスが製造し、最大容量はマクロニクス社のものが512Mbit（64MB）、メガチップス社のものが256Mbit（32MB）
  - OTPROM：沖電気工業（現・ラピスセミコンダクタ）が製造し、最大容量は512Mbit（64MB）
  - OTPROM（3Dメモリ）：サンディスクが製造し、最大容量は1Gbit（128MB）
  - フラッシュROM（NAND）：サムスン電子が製造し、最大容量は1Gbit（128MB）
  - フラッシュROM（NROM）：マクロニクスが製造し、最大容量は4Gbit（512MB）
  - ゲームデータ記録用のNVRAMにはEEPROM・強誘電体メモリ・フラッシュメモリを採用
- 3D描画：120,000ポリゴン/秒
  - ジオメトリエンジン
  - 16bitZバッファ
  - Wバッファ
  - 1bitステンシルバッファ
  - アルファブレンディング
  - アンチエイリアシング
  - フォグ
  - テクスチャマッピング
    - パースペクティブ補正
    - 環境マッピング
    - バイリニア・フィルタリング
    - トライリニア・フィルタリング
    - シャドウマッピング／シャドウボリューム
    - ミップマップ
    - ライトマッピング

  - フラットシェーディング／グーローシェーディング／フォンシェーディング
  - セルシェーディング
- 2D描画：30,000,000ドット/秒
  - スプライト：8×8、16×16、32×32、64×64ドットのいずれか2種類を選択。画面上に最大128枚表示可能。垂直または水平反転、拡大縮小、回転機能つき。
  - BG面
  - ラスタースクロール
- 入力：電源ボタン（DS Liteは電源レバー）、十字キー+6ボタン（A/B/X/Y/L/R）+START/SELECTボタン+タッチスクリーン+マイク（音声入力用）
- 通信機能：IEEE 802.11および任天堂独自プロトコルに対応
  - 無線通信による1カートリッジ対戦プレイ可能
  - 内蔵ソフトピクトチャット使用で最大16台のDS間で文字や絵をワイヤレスでやり取りすることが可能。
  - ワイヤレスLAN接続ポイントへ接続することによりネットワーク通信も可能。
- 電源：内蔵リチウムイオンバッテリー（3.7V/850mAh）、付属ACアダプタ（ゲームボーイアドバンスSP付属のACアダプタも使用可能）、パワーマネジメント機能搭載（DS用ソフト使用時のみ）
- サウンド：ステレオスピーカー内蔵
  - 最大同時発音数16音
  - ソフトによりバーチャルサラウンドが使用可能
  - サンプリング周波数は32,730Hz程度
- サイズ：84.7×148.7×28.9mm
- 重量：約275g

## 本体バリエーション
2004年12月2日発売時の本体カラーはプラチナシルバー。型番はNTR-001。本体のみの販売の他、DS本体に独自のマーキングがされているものなどゲームソフトに本体同梱限定版が存在する。

### カラーバリエーション
- グラファイトブラック（2005年3月24日 - ）
- ピュアホワイト（2005年3月24日 - ）
- ターコイズブルー（2005年4月21日 - ）
- キャンディピンク（2005年4月21日 - ）
- レッド（2005年8月8日 - 2006年1月）
  - 同日発売のソフト『ジャンプスーパースターズ』のイメージ色とされ、発売は期間限定だった。

#### 日本未発売

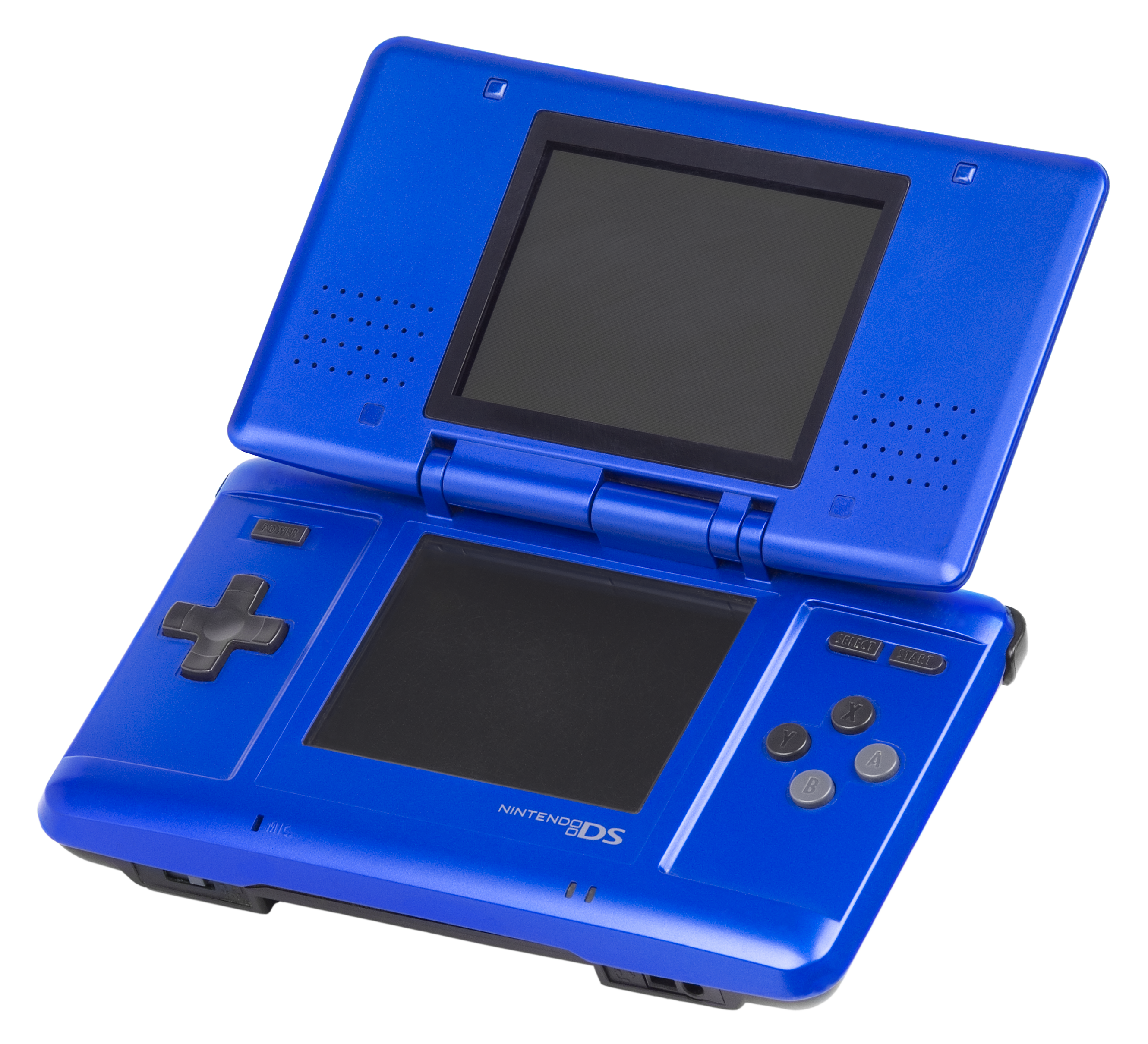
エレクトリックブルー

- エレクトリックブルー（2005年6月12日 - ）
  - 日本ではゲームセンターのプライズ（景品）でたびたび出回っている。
- ホットロッドレッド（2007年8月20日 - ）
  - 赤×シルバーのツートン。アメリカとカナダで、北米版マリオカート、カスタムリストストラップ、デコレーションシール付属のパックで限定発売された。

### 限定モデル
- ポケパークバージョン（ポケパークオリジナル・2005年5月1日 - 9月25日）
- ミュウエディション（ポケモンセンターオリジナル・2005年7月8日 - ）
- ホットサマーキャンペーン オリジナル刻印 ニンテンドーDS マリオ （クラブニンテンドーの「ホットサマーキャンペーン」のプレゼント品・2005年7月1日 - 8月31日）
- トイザらスゴールド（トイザらスオリジナル・2005年11月16日 - ）
- ペプシオリジナルデザイン - ペプシキャンペーンプレゼント。キャリングケース・ヘッドホン付属。

## 周辺機器
以下のリストはニンテンドーDS専用として任天堂から発売されているものである。DSシリーズ共通で使えるものもある。ゲームボーイアドバンスSP用周辺機器も、GBAスロットや充電端子に接続するものは使用可能である。
| 型番         | 名称                                         | 備考 |
| ------------ | -------------------------------------------- | --- |
| NTR-002      | ニンテンドーDS専用ACアダプタ                 | 本体同梱。 店頭での販売も行っており、希望小売価格は税込1,500円。不具合についての情報はこちらを参照。 |
| NTR-003      | ニンテンドーDS専用バッテリーパック           | 本体内蔵のほか、任天堂ホームページからも購入できる。 |
| NTR-004      | タッチペン                                   | 本体同梱のほか、任天堂ホームページや一般のゲームショップで購入できる。 |
| NTR-005      | DSカード                                     | カードのみの販売はない。色はグレー・ブラック（DSi専用ソフトの色はホワイト）。 DS専用ソフトはリージョンコードが設定されておらず、世界共通で使用可能。DSi対応／専用ソフトはリージョンコードが設定され、ニンテンドーDSi（またはDSi LL）およびニンテンドー3DS本体とのリージョンコードが異なるとニンテンドーDSiおよびニンテンドー3DSメニューでソフトとしての認識ができない。                       |
| NTR-006      | DSカードケース                               | ソフトに附属。DVDケースと同じような形状・素材。DSカード1枚のほか、ゲームボーイアドバンス用カートリッジ1個が収納できるようになっている。縦横の長さは一般的な12センチCDのケースと同じ。厚さはCDケース2枚分。 |
| NTR-006(-02) | DSカードケース18                             | クラブニンテンドーの景品。DSカードケースと同サイズであり18本のソフトを収納できる。 また、海外版のDSカードケースは型番は同じだが日本版とは異なる仕様となっている。 |
| NTR-008      | DS振動カートリッジ                           | 『メトロイドプライム ピンボール』に同梱。 単体販売は任天堂ホームページにてオンライン販売のみ。 |
| NTR-009      | タッチストラップ                             | DS本体のみ同梱。指にはめて使うことで、液晶を汚さず指先をタッチペンの代わりとして使うことができる。 一部のゲームではこちらの使用を推奨されることがある。また落下防止にも活用できる。 |
| NTR-010      | ニンテンドーWi-Fi USBコネクタ                | 無線LAN環境がない家庭で、ニンテンドーWi-Fiコネクションに接続するための機器。DSではなくWindows XP、Windows VistaパソコンのUSB端子に接続する。ADSLなどのブロードバンド環境が必要。 一部大手量販店や任天堂ホームページ、その他インターネット上の通販サイトからのみ購入可能。任天堂ホームページで購入の場合、価格は税込み3,500円（送料別）。                                                      |
| NTR-011      | DSメモリー拡張カートリッジ                   | 『ニンテンドーDSブラウザー』に同梱（必須）。 単体販売はされておらず、また同ブラウザー以外の対応ソフトもない。 |
| NTR-012      | スライドコントローラ                         | 『スライドアドベンチャー マグキッド』に同梱。GBAスロットに接続、光学式マウスと同様に机上などに置きスライドさせて操作する。振動機能もあるが、振動カートリッジ対応ソフトで使っても反応しない。 |
| NTR-014      | 顔認識カートリッジ フェイスニングスキャン    | 『フェイスニングで表情豊かに印象アップ 大人のDS顔トレーニング』に同梱。GBAスロットに接続する。DSで使用すると全体が本体内に収まるが、カメラ部分を引き出すことが可能。 |
| NTR-015      | DSクリーナー                                 | DSカード端子をクリーニングするための道具。 「ニンテンドーDSシリーズ専用 クリーナーセット」に同梱。 |
| NTR-016      | ワンセグ受信アダプタ DSテレビ                | DSシリーズでワンセグ放送が見られる。DSテレビ本体のほか、DSテレビ専用カバー、DSテレビ専用外部アンテナが同梱される。 2007年11月20日に任天堂ホームページでオンライン販売開始。2008年7月より店頭販売開始。価格は税込6,800円（オンラインの場合送料無料）。 |
| NTR-017      | DSテレビ専用カバー                           | DSテレビに附属。取り外して収納する際に用いる。 |
| NTR-019      | ニンテンドーDSシリーズ専用イヤホンマイク     | ボイスチャット用。ボイスチャット以外の音声認識機能では正常に作動しない場合もある。 ニンテンドー3DSではマイク接続端子が廃止されたため、使用できない。 |
| NTR-020      | クリーナーケース                             | DSクリーナーとGBAクリーナーを収納することができる。 「ニンテンドーDSシリーズ専用 クリーナーセット」に同梱。 |
| NTR-022      | ニンテンドーDSシリーズ専用マグネットスタンド | マグネットつきのスタンド。GBAコネクタを用いて固定する。 |
| NTR-023      | 筆型タッチペン「美文字筆」                   | 『DS美文字トレーニング』に同梱。筆の形をしたタッチペン。 |
| NTR-024      | ひも付きタッチペン                           | マグネットスタンド附属のタッチペン。 |
| NTR-025      | DSテレビ専用外部アンテナ                     | DSテレビに附属。受信感度を向上させる。窓ガラスなどに固定するための吸盤つき。 |
| NTR-027      | 生活リズム計                                 | 『歩いてわかる 生活リズムDS』に2個同梱（『Active Health With Carol Vorderman』（イギリスのみ発売）の場合1個同梱）の他、単品も発売されている。 ショックセンサーによる歩数測定機能を搭載し、1分ごとの歩数データを約1週間・1時間または1日ごとの総歩数データを約30日間記憶可能。 赤外線通信により、赤外線受発光部つきDSカードを介してDSとデータを送受信する。                                     |
| NTR-028      | スタンド（ベース）                           | 『フェイスニングで表情豊かに印象アップ 大人のDS顔トレーニング』に同梱。DS本体を置くほか、波状の段差にタッチペンを置くためにも使用する。 |
| NTR-029      | スタンド（パネル）                           | 同上。こちらはDS本体を立てかける部分。 |
| NTR-030      | DS方位センサーカード                         | 『星空ナビ』に使用されている特殊形状のDSカード。通常のDSカードの1.5倍ほどの長さとなっており、本体からはみ出る形となる。加速度によるX、Y、Zの3軸に地磁気X、Y、Zの3軸を搭載した6軸センサーカードで、ソフトを起動することによって方角や角度などを自動的に算出することができる。 |
| NTR-031      | 赤外線受発光部付きDSカード                   | 赤外線ポート搭載のDSカード。『歩いてわかる 生活リズムDS』、『Active Health With Carol Vorderman』（イギリスのみ発売）、『ポケットモンスター ハートゴールド・ソウルシルバー』及び『ポケットモンスター ブラック・ホワイト』、『ポケットモンスター ブラック2・ホワイト2』の各作品に使用されている。 赤外線を通す半透明のプラスチックが使われているため、通常のDSカードと異なり黒っぽい色である。 |
| NTR-032      | ポケウォーカー                               | 『ポケットモンスター ハートゴールド・ソウルシルバー』に同梱。フックのついた電池カバーが附属。 赤外線通信で同作品のDSカード、もしくはほかのポケウォーカーと通信できる。詳細はポケウォーカー。 |
| NTR-034      | ワイヤレスキーボード                         | 『バトル&ゲット! ポケモンタイピングDS』に同梱。Bluetooth内蔵キーボード。単三乾電池が2本必要。 |
| NTR-035      | DSコンパクトスタンド                         | 『バトル&ゲット! ポケモンタイピングDS』に同梱。折りたたみ式で、内部にはDSカード1枚を収納することができる。 |

ライセンス商品
DSvision
DSで動画、漫画等といった専用ソフトをインターネットでダウンロード購入できるサービス。
カードリーダー（セガ）
GBAスロットに接続して使う。
ワンタメカードリーダー（カプコン）
GBAスロットに接続して使う。ワンタメ ミュージックチャンネル Dokodemo styleで使用。
マジックリーダー（コナミ）
GBAスロットに接続して使う。獣神伝アルティメットビーストバトラーズで使用。
パドルコントローラDS（タイトー）
GBAスロットに接続して使う。
ギターグリップ（アクティビジョン）
GBAスロットに接続して使う。ギターヒーロー オン ツアー専用

## 関連モデル

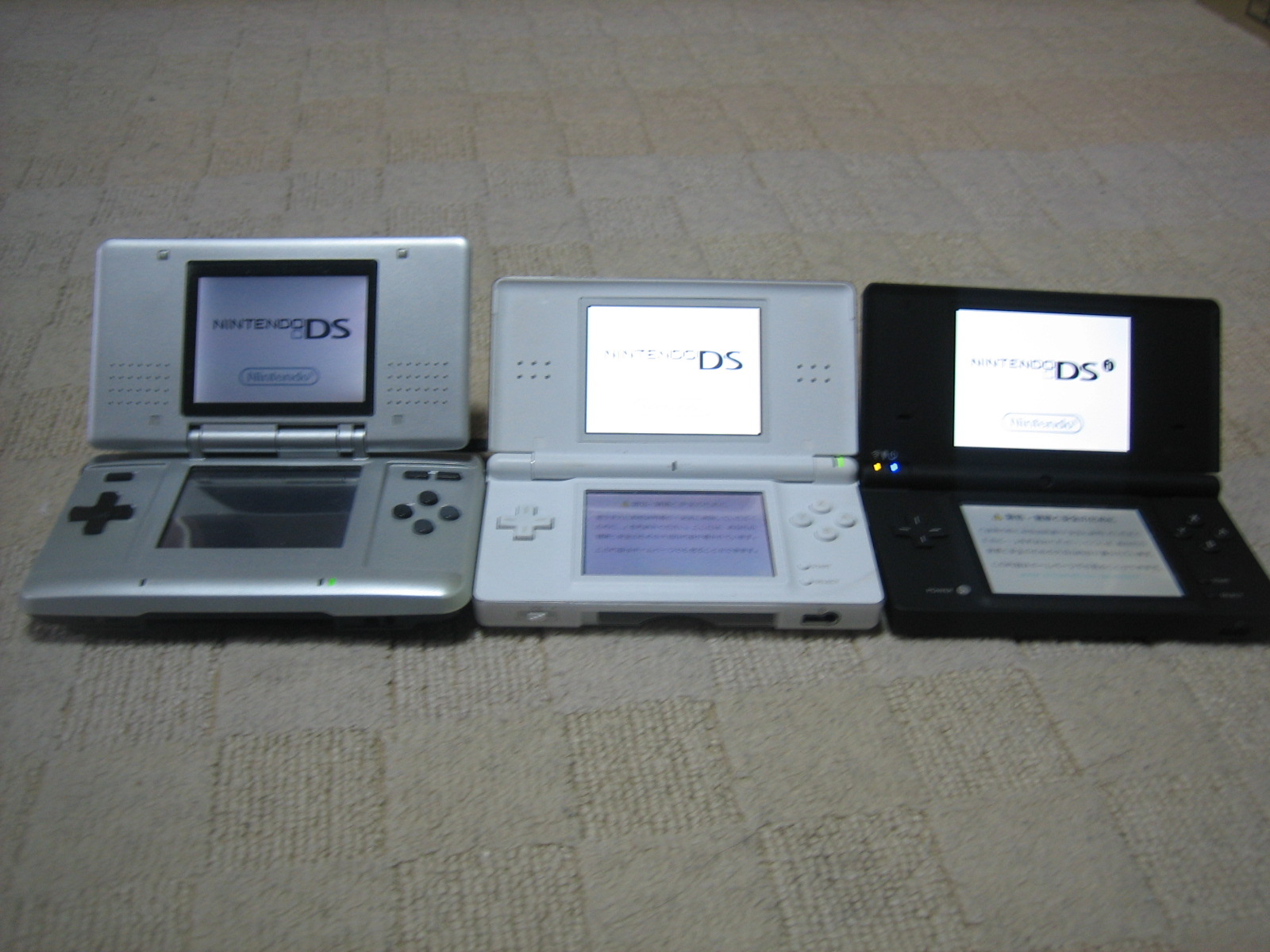
ニンテンドーDSシリーズ（左からDS、DS Lite、DSi）

DSシリーズには下記の3種類のモデルを含めて、全部で4種類のバリエーションモデルが存在する。
ニンテンドーDS Lite
日本では2006年（平成18年）3月2日に発売。型番はUSG-001。
一回り小型軽量化が図られ、バックライトの輝度も4段階に調整可能となった。性能や動作するソフトは従来のDSと変わらない。
ニンテンドーDSi
日本では2008年（平成20年）11月1日に初めて赤外線受発光部がついたDSソフト『歩いてわかる 生活リズムDS』との同時発売。型番はTWL-001。
ニンテンドーDS liteに比べて、液晶画面と本体のサイズが薄型モデルであり、ニンテンドーDSのマイナーチェンジモデルという位置づけである。ニンテンドーDS Liteと変わらないため、ニンテンドーDSiで使用できるソフトや機能はすべて利用可能。「ダブルスロット」仕様の開発は困難だったため、「1箇所のみのDSカードスロット」の仕様として開発された。
新たに2つのカメラやSDメモリーカードスロット、容量が256 MBのフラッシュメモリを搭載。フラッシュメモリを搭載したことで、ニンテンドーDSiウェアと呼ばれるツールソフトやゲームソフトをインターネットを利用して本体に追加できるようになった。
CPUの性能が向上し、メインメモリの容量も増加した。液晶画面のサイズが3インチから3.25インチに拡大、スピーカーの音質向上、無線通信機能の高速化など細かい点も強化された。大きさ・重さも変わり、バッテリー持続時間は全体的に2、3割減となった。
カメラなど以前のDSでは搭載していなかった機能が追加され、CPUの性能などの内部仕様が変わったため、ニンテンドーDS・DS Liteではプレイできない「ニンテンドーDSi専用ソフト」や、カメラなどDSiでないと使えないモードが含まれている「ニンテンドーDS・ニンテンドーDSi両対応ソフト」が登場した。
そのため、GBAスロットを利用するDSソフトのうち、DSソフトはプレイは可能（ただし、一部のDSソフトはDS/DS Lite以外で機能制限される。）。
電源スイッチを押すとシステムの動作を停止させ、DSiメニューへ戻り、DSカード（DS・DSi両対応・DSi用ソフト）を交換することが可能となった。
しかし、DS及びDS LiteではSLOT-2にあったGBAスロットが廃止された影響で、GBAスロットを拡張スロットとして外部周辺機器を併用していた一部のDSソフトが物理的にプレイ不可能になった（次世代機『ニンテンドー3DS』シリーズと同様、DSカードスロットは「SLOT-1 PUSH CARD TO EJECT」のまま）。
ニンテンドーDSi LL
日本では2009年（平成21年）11月21日に発売された。型番はUTL-001。
ニンテンドーDSiに比べて、液晶画面と本体のサイズが大きくなった新型モデルであり、ニンテンドーDSiの追加ラインナップという位置づけである。性能や機能はニンテンドーDSiと変わらないため、ニンテンドーDSiで使用できるソフトや機能はすべて利用可能。

### 新型モデル

#### 3DSシリーズ
任天堂が2011年から2017年に発売した携帯型ゲーム機3DSシリーズはDSシリーズとの互換性があり、DS用ソフトを使用することができる。

### 関連機種
小倉百人一首のテーマパーク「時雨殿」で、ニンテンドーDSからボタン、カートリッジ・DSカードスロット、その他の端子を取り除いた端末「時雨殿なび」が利用されていた。

## ソフトウェア
日本で発売されたゲームタイトル数は1,800を超え、これは日本の携帯ゲーム機の最多タイトル数である。
当初はゲームハードの多大な普及数に対して任天堂以外のソフトメーカー（サードパーティー）製タイトルの売上は芳しくない場合が多かった。これは、ニンテンドーDSを所持するユーザーの大部分がカジュアルユーザーやミドルユーザー以下、もしくは『Touch! Generations』の影響でハードを購入した従来の非ゲームユーザーであり、コアユーザーなどの熟練者・マニア層向けのタイトルが主となっていた従来どおりのゲームタイトルでは、ユーザーのニーズに合わなかったためとされる。ニンテンドーDSとその後継機の市場で成功を収めたレベルファイブの日野晃博代表は、そのことを分析してニーズに合うようなタイトル開発を行った為にうまくいったことを語っている。
こうしたサードパーティーの努力もあり、2008年までの日本では、DSは任天堂製ソフトが売上の大部分を占めていたが、2009年からサードパーティー製ソフトも売り上げが伸び始めてシェア4割を突破した。
一方で海外市場ではやや事情が異なり、ハードメーカーである任天堂の存在感が強いのは日本と同様であるものの、初期のころからサードパーティー中心としたソフト市場が構成されている。
2012年9月27日に『特命戦隊ゴーバスターズ』を最後に国内での新作DSパッケージソフトの供給を終了した。海外も含めた場合は2014年ごろである。
また、ニンテンドーDSおよびニンテンドーDS Liteはすべてのゲームボーイアドバンス用ソフトの動作にも対応しており、DS/DS Lite本体でそのまま遊ぶ事が可能。ただし、通信ケーブルなどの一部の周辺機器が利用できず、通信機能が使えないが基本的にはほとんどのソフトを正常に、遊ぶ事ができる。

### 同時発売ソフト

#### 任天堂タイトル
- ピクトチャット[注 26]（ニンテンドーDS本体に内蔵）
- さわるメイドインワリオ
- スーパーマリオ64DS
- ポケモンダッシュ
- 大合奏!バンドブラザーズ
- 直感ヒトフデ

#### サードパーティタイトル
- ZOO KEEPER
- きみのためなら死ねる
- ザ・アーブズ シムズ イン ザ シティ
- ミスタードリラードリルスピリッツ
- 研修医 天堂独太
- 頭脳に汗かくゲームシリーズ! Vol.1 COOL104JOKER & SETLINE
- 麻雀大会

### 日本で100万本以上を販売したソフト
DSのミリオンセラー作品の数は37本（2012年6月）で、ゲームハードとしてはファミリーコンピュータ（42本）に次いで2番目に多い。特記がないものは任天堂から発売。
- 800万本超
  - ポケットモンスター ダイヤモンド・パール・プラチナ（ポケモン、3バージョンの合計）
- 600万本超
  - New スーパーマリオブラザーズ
- 500万本超
  - おいでよ どうぶつの森
  - もっと脳を鍛える大人のDSトレーニング
  - ポケットモンスター ダイヤモンド・パール（ポケモン、2バージョンの合計）
  - ポケットモンスター ブラック・ホワイト（ポケモン、2バージョンの合計）
- 400万本超
  - ドラゴンクエストIX 星空の守り人（スクウェア・エニックス）
- 300万本超
  - 脳を鍛える大人のDSトレーニング
  - マリオカートDS
  - トモダチコレクション
  - ポケットモンスター ハートゴールド・ソウルシルバー（ポケモン、2バージョンの合計）
  - ポケットモンスター ブラック2・ホワイト2（ポケモン、2バージョンの合計）
- 200万本超
  - nintendogs（3バージョンの合計）
  - 英語が苦手な大人のDSトレーニング えいご漬け
  - マリオパーティDS
  - ポケットモンスター プラチナ（ポケモン）
- 100万本超
  - さわるメイドインワリオ
  - スーパーマリオ64DS
  - やわらかあたま塾
  - たまごっちのプチプチおみせっち（バンダイ）
  - テトリスDS
  - しゃべる!DSお料理ナビ
  - ファイナルファンタジーIII（スクウェア・エニックス）
  - 大人の常識力トレーニングDS
  - 星のカービィ 参上! ドロッチェ団
  - オシャレ魔女♥ラブandベリー〜DSコレクション〜（セガ）
  - ドラゴンクエストモンスターズ ジョーカー（スクウェア・エニックス）
  - ドラゴンクエストIV 導かれし者たち（スクウェア・エニックス）
  - レイトン教授と不思議な町（レベルファイブ）
  - ヨッシーアイランドDS
  - ポケモン不思議のダンジョン 時の探検隊・闇の探検隊（ポケモン、2バージョンの合計）
  - ドラゴンクエストV 天空の花嫁（スクウェア・エニックス）
  - リズム天国ゴールド
  - 星のカービィ ウルトラスーパーデラックス
  - イナズマイレブン2 脅威の侵略者 ファイア・ブリザード（レベルファイブ、2バージョンの合計）
  - ドラゴンクエストVI 幻の大地（スクウェア・エニックス）
  - ドラゴンクエストモンスターズ ジョーカー2（スクウェア・エニックス）
  - イナズマイレブン3 世界への挑戦!! スパーク・ボンバー（レベルファイブ、2バージョンの合計）

## 広告
発売時のイメージキャラクターには宇多田ヒカルが起用され、2005年春ごろまでCMやカタログなどのプロモーションに出演したほか、クラブニンテンドー会員限定『テトリスDS』対戦イベントにも出場している。宇多田を起用したCMは2004年9月18日より放映が始まった。CMはシリーズもので"登場編"や"実感編"などの種類がある。CMソングには宇多田の「イージー・ブリージー」が使用された。
その他、各有名人や一般人が出演しDSで遊ぶ様子を撮った広告・CMをはじめ、これまでゲーム機の広告が載せられることはあまりなかった女性ファッション誌や中高年向け雑誌・新聞などに広告を掲載したり、渋谷などでの街頭プロモーションの展開を行ったりした。

## 反響
日本での発売前は、当初は多数の販売店で予約終了が見られるなど良好な前評判とともに品薄の様相を見せたが、その後、初期出荷分が増産されて十分な台数が揃い発売される。発売10日後の12月12日に発売されたライバル機PlayStation Portable（PSP）の生産体制が遅れたのも重なり、2004年末商戦でも好調な売り上げを見せた。
本機自体は2006年に生産終了したが、『日経トレンディ』が選ぶ「2006年ヒット商品ベスト30」の1位にDS Liteおよび鍛脳ゲームが選ばれ、新聞・テレビなど各メディアでも取り上げられるなど、2画面およびタッチスクリーンの導入は結果として新たな客層の獲得に成功し、2007年春時点でのDSのユーザー分布は、低年齢層が15%、未成年層が25%、成年層が30%、そして中高年層が30%となった。
こうしたユーザーの多様さは意外な活用法を生み、2008年にはDSに内蔵された「ピクトチャット」を活用した「鬼ごっこ」を行う子供たちが出現した。この話題に対して、任天堂広報部は「DSのコンセプトに基づいた新しい遊びの可能性のひとつとして大いに歓迎したい」とコメントした。
また任天堂が進めた「ゲーム人口の拡大」によって、教育や教材への活用や、Wiiの誕生にも影響を与えた。
また、好調な売上によって、小型・軽量化したニンテンドーDS Lite、カメラを搭載し大画面化したニンテンドーDSiなどの新型モデルが漸次発売されることになった。
一方で本機と並行で展開されていたゲームボーイアドバンスに関して、2006年（平成18年）のE3で「GBAの後継機（新型ゲームボーイ）はしばらくない」との発表がされた。DS発売前より開発が進められていた『MOTHER3』『リズム天国』など、末期のGBA用ソフトの店頭POPなどでは、DSでも使用可能であることが表記されていたり、CMなどでも該当ソフトをDSでプレイしているシーンを挿入したりして、DSでもプレイ可能であることを謳っていた。
その後、2006年（平成18年）11月30日発売の『ファイナルファンタジーVIアドバンス』以後、日本ではGBA用ソフトの新作発売は終了し、また日本以外でもGBAからDSへユーザーをシフトさせる旨を明確にした。結果的にGBAの市場は急速に縮小し、DSは実質上「新型ゲームボーイ」「GBAの後継機」のような形となった。その後、DSの直系の後継機となるニンテンドー3DSも発売され、任天堂の携帯ゲーム機市場は完全にDSの系列に一本化されることになった。

## その他

### 問題点
ACアダプターの一部リコール
2006年1月から6月出荷のニンテンドーDS用および同年7月から10月出荷のニンテンドーDS Lite用のACアダプターの一部に不具合があることが、2006年12月15日に報道された。該当するACアダプターを使用し続けるとDS本体が故障する可能性があり、その後も使用するとごくごくまれにACアダプターの過熱によりやけどや発煙の危険性があり得るとして、任天堂は同日、DSのアダプターを8万個、DS Lite用のアダプターを12万個、合計20万個のACアダプターをリコールすると発表、お詫びCM放映に発展した。リコール対象は長野日本無線で製造されたもので、ACアダプターのプラグ側の警告文（英語とフランス語の2か国語）の右下に「JRC」という刻印が入っており、不具合のないACアダプターと容易に見分けることが可能。なお、「M」（ミツミ電機製）、または「ZEBRA」（田淵電機製）の刻印のあるACアダプターは交換対象ではない。任天堂の発表によると、「故障により修理依頼のあったDSを調査したところ、この不具合が発見された」とのこと。危険性が低かったため、リコール注文後にACアダプターを回収するまでは問題のACアダプターも要注意しながらであれば使用できる旨がウェブサイト上に記述されていた。
トロイの木馬
2005年10月12日に、非商用ソフトが動作するように改造されたDS上でメモリエリアを書き換えて再起動できないようにしてしまうトロイの木馬が発見された。このトロイの木馬は、トロイを含んだROMイメージをPC経由でフラッシュカートリッジに書き込み、DS上で実行した場合にのみ起こるものであり、通常の利用方法を守れば影響を受けることはない。
マジコン
ユーザーの中には違法ダウンロードしたゲームソフトをマジコンと呼ばれる機械を使って遊ぶ者がおり、その被害額は2008年（平成20年）12月現在で3,000億円以上に上る。マジコンが流行りすぎたため、3DS以降の任天堂携帯機はマジコンが事実上使えなくなった。ただし3DS以降のマジコン衰退には、本体OSそのものをCFWなどで改造できる手段が確立したことも理由である。

### サポート
Nintendo公式サイトより、
- ニンテンドーDS [NTR-001]

修理の受付は終了している。

## 復刻版
バーチャルコンソール

2013年発売のWii Uで、かつて発売された一部のゲームをダウンロード購入し、遊ぶことの出来るサービス（2023年3月28日をもって全てのソフトの配信を終了した）。
Wii U GamePad（またはテレビとWii U GamePad）で好みの「画面レイアウト」を選択出来る。
その他
『脳を鍛える大人のNintendo Switchトレーニング』、『-右脳の達人- まちがいさがしミュージアム for Nintendo Switch』など、ニンテンドーDS版をリニューアルしたソフトは原則、Nintendo Switchの携帯モード（縦持ちのタッチパネル操作）で対応（新規要素はJoy-Conの操作に対応）。
2024年発売の『Castlevania Dominus Collection』はニンテンドーDS初出の3タイトルを収録。1画面に2画面分を表示し、画面設定でスタイルを変更可能。タッチ操作やマウス操作（機種によって異なる）に対応するほか、ゲームパッドのスティックでのカーソル操作も可能。